# Cupuí
O Theobroma subincanum ou Theobroma subincana, popularmente chamado de cupuí, cupuaí, ou cupuaçu da mata é o nome de uma árvore e também de seu fruto, nativos da Amazônia, pertencente a família das Malvaceae. 
Parente do cupuaçu e do cacau verdadeiro ao qual se assemelha em aparência e sabor, é menor ainda, possui polpa tirante a doce, embora careça do aroma inigualável a do seu primo próximo. Espécie silvestre, dispersa-se por todo o Amazonas e Pará, atingindo a área dos estados limítrofes, preferindo matas de terras altas e, principalmente as margens dos igarapés onde é grande a umidade do terreno. Se encontra em Brasil, Colômbia, Venezuela, Equador e Peru nas bacias dos rios Orenoco e Amazonas, onde vive à sombra de outras árvores.

## Características
É uma árvore de porte mediano de até máximo 20m de altura, a copa é multirramificada, Presenta folhas coriáceas, elíptico-oblongas de 30 cm de comprimento e 10 cm de largura. Inflorescências axilares de 1 a 3 flores, com 5 pétalas vermelhas. O fruto é elipsóide, de 7 a 11 cm de comprimento e 5 a 6cm de diâmetro, pericarpo duro e resistente, recoberto por um indumento; sementes numerosas, oblongas, 2-2,5cm, envolvidas pela polpa, branco-amarelada.

## Utilização
A fruta possui um sabor peculiar e agradável, sendo muito utilizado para a fabricação de refrescos, sorvetes, bolos, cremes e outras sobremesas, o cupuí é, também, fruto básico na alimentação dos animais da floresta, máxime os trepadores, a começar pelos macacos.

## Domesticação
Achava-se até pouco tempo que o cupuí e o cupuaçu eram espécies diferentes, porém uma coisa instigava os estudiosos da cultura do cupuaçu: o cupuaçu quase sempre é encontrado em locais de assentamento humano, no caso os indígenas, raramente em ambiente de floresta. O contrário era percebido, cupuí quase nunca era encontrado próximo de assentamentos humanos, mas quase sempre era encontrado na floresta. Por conta desta situação "inusitada", foram feitos estudo genéticos e se descobriu que o cupuaçu tem o mesmo genoma do cupuí e que cupuaçu é a domesticação feita pelos indígenas do cupuí.